# Tarkacsőrű kakukk
A tarkacsőrű kakukk (Zanclostomus calyorhynchus) a madarak osztályának kakukkalakúak (Cuculiformes) rendjébe, ezen belül a kakukkfélék (Cuculidae) családjába tartozó faj.
Egyes rendszerbesorolások a Phaenicophaeus nembe sorolják Phaenicophaeus calyorhynchus néven.

## Előfordulása
Indonézia területén honos.

## Alfajai
- Zanclostomus calyorhynchus calyorhynchus
- Zanclostomus calyorhynchus meridionalis
- Zanclostomus calyorhynchus rufiloris